# Fudbalski klub Crvena zvezda 2011-2012
Questa voce raccoglie le informazioni riguardanti il Fudbalski klub Crvena zvezda nelle competizioni ufficiali della stagione 2011-2012.

## Rosa
| N. |                       | Ruolo | Calciatore         |
| -- | --------------------- | ----- | ------------------ |
| 1  | Montenegro (bandiera) | P     | Boban Bajković     |
| 3  | Serbia (bandiera)     | D     | Duško Tošić        |
| 4  | Serbia (bandiera)     | D     | Srđan Mijailović   |
| 5  | Serbia (bandiera)     | D     | Uroš Ćosić         |
| 6  | Serbia (bandiera)     | D     | Jovan Krneta       |
| 7  | Serbia (bandiera)     | C     | Miloš Dimitrijević |
| 8  | Serbia (bandiera)     | C     | Darko Lazović      |
| 10 | Brasile (bandiera)    | C     | Evandro Goebel     |
| 11 | Brasile (bandiera)    | C     | Vinisius Paseko    |
| 13 | Serbia (bandiera)     | D     | Nikola Maksimović  |
| 14 | Serbia (bandiera)     | D     | Nikola Mikić       |
| 15 | Serbia (bandiera)     | C     | Luka Milivojević   |
| 16 | Serbia (bandiera)     | A     | Luka Milunović     |
| 17 | Montenegro (bandiera) | A     | Filip Kasalica     |
| 18 | Serbia (bandiera)     | A     | Ognjen Ožegović    |

| N. |                       | Ruolo | Calciatore          |
| -- | --------------------- | ----- | ------------------- |
| 19 | Colombia (bandiera)   | A     | Cristian Borja      |
| 20 | Brasile (bandiera)    | C     | Cadú                |
| 21 | Serbia (bandiera)     | C     | Marko Perović       |
| 22 | Serbia (bandiera)     | P     | Miloš Vesić         |
| 23 | Serbia (bandiera)     | C     | Petar Đuričković    |
| 24 | Serbia (bandiera)     | D     | Filip Stojković     |
| 25 | Serbia (bandiera)     | D     | Filip Mladenović    |
| 26 | Serbia (bandiera)     | C     | Filip Janković      |
| 27 | Serbia (bandiera)     | C     | Marko Mirić         |
| 29 | Montenegro (bandiera) | C     | Marko Vešović       |
| 30 | Serbia (bandiera)     | D     | Danijel Mihajlović  |
| 31 | Serbia (bandiera)     | P     | Marko Dmitrović     |
| 32 | Serbia (bandiera)     | P     | Aleksandar Kirovski |
| 55 | Serbia (bandiera)     | D     | Nikola Petković     |
| 77 | Ghana (bandiera)      | A     | Nathaniel Asamoah   |